# Ectopimorpha
Ectopimorpha is een geslacht van insecten uit de orde vliesvleugeligen (Hymenoptera) en de familie Ichneumonidae.

## Soorten
- E. boops Heinrich, 1961
- E. californica Heinrich, 1961
- E. hiulca (Cresson, 1877)
- E. hiulcops Heinrich, 1961
- E. indemnis (Cresson, 1877)
- E. limerodops Heinrich, 1961
- E. luperinae Cushman, 1931
- E. scibilis (Cresson, 1877)
- E. utahensis Heinrich, 1961
- E. wilsoni (Cresson, 1864)